# PGS Gaming

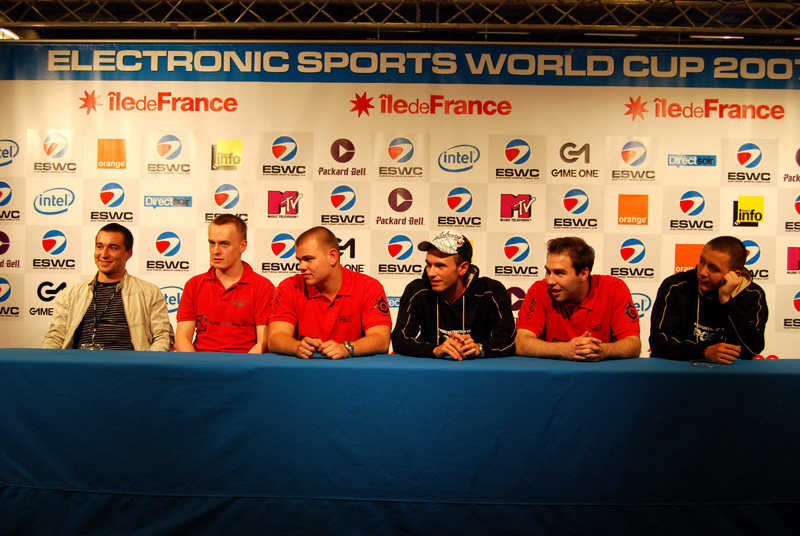
Counter-Strike-Team auf der Pressekonferenz beim Electronic Sports World Cup 2007

PGS Gaming (Pentagram G-Shock) ist ein ehemaliger polnischer E-Sport-Clan, der im Jahr 2004 gegründet wurde. Insbesondere dank der großen Erfolge des ehemaligen Counter-Strike-Teams gelang es PGS, sich für einige Jahre als einer der weltweit führenden Clans zu etablieren. Ende 2007 kam es zur Trennung von der Counter-Strike-Sektion. Zuletzt trat PGS international auf der DreamHack 2009 in Erscheinung.
Neben Counter-Strike war PGS Gaming auch in Warcraft III, DotA, Quake, Call of Duty 4, FIFA und Need for Speed aktiv. Geleitet wurde der Clan von Philipp „ryan“ Kasprowicz und Marcin „Darky“ Sieczkowski und war Mitglied der G7 Teams. Der Internetauftritt von PGS gehörte zu den größten E-Sport-Newsportalen Polens.

## Geschichte
Am 8. April 2004 schlossen sich die beiden bis dahin größten Konkurrenten der polnischen E-Sport-Szene, Aristocracy und SpecSter, zusammen. Das Unternehmen Pentagram engagierte sich als Hauptsponsor und Namensgeber (erst Pentagram ConneXion, dann Team Pentagram).
Die ersten größeren Erfolge feierte das Counter-Strike-Team, als es Anfang 2005 den ClanBase EuroCup X gewann und bei der Samsung Euro Championship 2005 die Goldmedaille nach Polen holte. Im selben Jahr nahm es auch an der zweiten Saison der World e-Sports Games teil, für die die Polen für mehrere Monate nach Asien zogen.
Im Jahr 2006 stieg die gerade erst von Pentagram G-Shock in PGS Gaming umbenannte Mannschaft schließlich mit dem ersten Platz auf den World Cyber Games in die Weltspitze auf. Seitdem hielt sich PGS konstant unter den besten Teams der Welt. Es wurde 2007 mit dem eSports Award als eSports Team of the Year ausgezeichnet, zudem wurde Counter-Strike-Spieler Filip „Neo“ Kubski gleich zweimal geehrt (Player of the Year und Counter-Strike Player of the Year).
Ende 2007 konnte PGS die erfolgreiche Mannschaft nicht länger halten und musste sie in Richtung MeetYourMakers ziehen lassen. Der Clan kündigte an, kein neues Counter-Strike-Team aufnehmen zu wollen, da dieses nicht an die Erfolge der alten Mannschaft herankommen könne und eine solche Investition demnach nicht rentabel sei. Die mit ausländischen Spielern besetzte Warcraft-III-Abteilung galt somit als neues Aushängeschild von PGS. Juli 2008 wurde kurz nach der Präsentation von D-Link als neuer Hauptsponsor jedoch bekanntgegeben, dass die Verträge nicht verlängert wurden und das Team den Clan in Richtung nGize verlässt.

## Erfolge (Auszug)

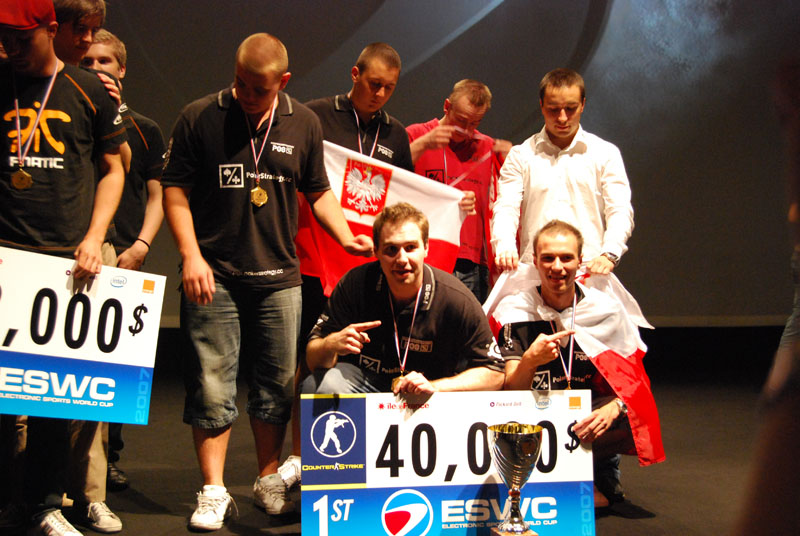
PGS nach dem Gewinn des ESWC 2007

### Counter-Strike
- Samsung Euro Championship 2005: 1. Platz
- Samsung Euro Championship 2006: 2. Platz
- World Cyber Games 2006: 1. Platz
- CPL Winter 2006: 3. Platz
- ESL Intel Extreme Masters I: 1. Platz
- Samsung Euro Championship 2007: 2. Platz
- Electronic Sports World Cup 2007: 1. Platz

### Warcraft III
- ESL Pro Series Deutschland X: 3. Platz – Merlin „Thurisaz“ Müller
- World Cyber Games 2007: 5. Platz – Piotr „sLh“ Michalski

### Need for Speed
- World Cyber Games 2007: 4. Platz – Krzysztof „Chris“ Sojka